# Wilfried Hartung
Wilfried Hartung (n. 16 august 1953, Berlin, RDG) este un înotător ce a reprezentat Germania, medaliat olimpic. A participat la 2 ediții ale Jocurilor Olimpice (1972, 1976) în care a câștigat o medalie de bronz.